# 君は君でいたいのに/壊れかけのRadio
「君は君でいたいのに／壊れかけのRadio」（きみはきみでいたいのに／こわれかけのレディオ） は、2003年10月1日に発売された德永英明32枚目のシングル。

## 解説
前作「君をつれて」から8ヶ月ぶり、「追憶/恋心」以来3年8ヶ月ぶりのダブル表題曲シングル。
初のセルフ・カバー・アルバム『セルフカヴァー・ベスト 〜カガヤキナガラ〜』と同時発売された。初回プレス盤のみ、スペシャル・ブックレット仕様。

## 収録曲
作詞・作曲: 德永英明　編曲：西脇辰弥
1. 君は君でいたいのに
  - TBS系「SUPER SOCCER PLUS」エンディング・テーマ
2. 壊れかけのRadio
  - 日本テレビ「汐留スタイル!」テーマソング
3. MOTHER OF LOVE 小さな未来…
  - アルバム未収録ヴァージョン
4. 君は君でいたいのに（Instrumental）
5. 壊れかけのRadio（Instrumental）
6. MOTHER OF LOVE 小さな未来…（Instrumental）